# Vilcún La Malla Airport
Vilcún La Malla Airport är en flygplats i Chile.   Den ligger i provinsen Provincia de Cautín och regionen Región de la Araucanía, i den södra delen av landet, 600 km söder om huvudstaden Santiago de Chile. Vilcún La Malla Airport ligger 251 meter över havet.
Terrängen runt Vilcún La Malla Airport är platt, och sluttar brant västerut. Runt Vilcún La Malla Airport är det ganska tätbefolkat, med 192 invånare per kvadratkilometer.. Närmaste större samhälle är Vilcún, 5,9 km öster om Vilcún La Malla Airport.
Trakten runt Vilcún La Malla Airport består till största delen av jordbruksmark.